# 我那覇真子
我那覇 真子（がなは まさこ、1989年〈平成元年〉8月10日 - ）は、フリージャーナリスト、予備自衛官。「琉球新報、沖縄タイムスを正す県民・国民の会」代表運営委員、日本文化チャンネル桜沖縄支局キャスター。参政党外部アドバイザー。

## 来歴
沖縄県名護市出身。父親の隆裕は琉球新報、沖縄タイムスを正す県民・国民の会の運営委員。伯父（隆裕の兄）の隆夫は「正す会」の別動行動隊であった「県政奪還! 世直し自分直し沖縄庶民の会」の共同代表、祖父は元名護市議会議員で、ソーキそばの元祖を名乗る丸隆そばの創業者である我那覇隆光。
FBIのエージェント（特別捜査官）になることを夢みて、沖縄県立名護高等学校在学中の2005年、交換留学によりアメリカ合衆国オハイオ州、カリフォルニア州へ留学したものの、FBI特別捜査官はアメリカ市民であることが最低条件であることを知り、FBIへの就職は無理と考えて帰国し、名護高校も中退。大検資格取得後、早稲田大学人間科学部へ進学。在学中、高円宮杯全日本中学校英語弁論大会を主催する日本学生協会基金の運営委員を務め、2012年3月、同大を卒業。卒業後は後述の出版社に就職が決まっていたが、編集方針の齟齬から卒業直前に進路を変更し、名護市の実家に帰郷して子どもに英語やダンスの指導と政治活動を開始することになった。
2013年2月21日、普天間飛行場の地元である名護市辺野古へキャンプ・シュワブ移設を推進する「危険な普天間飛行場の辺野古移設促進名護市民大会」にて、地元女性部代表で辺野古地区への誘致推進の立場からのスピーチを行ったことをきっかけに論壇活動を開始。
スピーチの経験をもとに2013年11月、大学時代のインターン先だった株式会社ヘッドラインの協力を経て、合同会社やんばるプレスを設立し、地元でフリーペーパー「やんばるプレス」を創刊した。内容は国会議員へのインタビューをはじめとする政治ネタから、「名護美人」と題したタウン情報も扱い、那覇市や県外からも大きな反響があり創刊号が全て配布されたが、TOKYO HEADLINEとの間で編集方針の齟齬があり廃刊。また、2014年沖縄県知事選挙では、元沖縄県知事であった仲井眞弘多陣営で広報を担当した。その後、2015年4月19日、沖縄本島の地元紙を糾弾する琉球新報、沖縄タイムスを正す県民・国民の会を設立。旧統一教会系の世界日報社『ビューポイント』にも記事を寄稿している。また当時、日本文化チャンネル桜沖縄支局のキャスターを務めていた。
2016年12月から、隆裕を中心に妹の舞輝も含めた3人でコミュニティFMの放送枠を購入し、『沖縄防衛情報局』と『応用心理ラジオセミナー』のラジオ番組の放送を開始した。この事案が後日の民事係争事案となる。また、2017年1月2日にTOKYO MXで放送した、自身が出演した『ニュース女子』（DHCテレビ）の番組内容が敵対する陣営からTOKYO MXとDHCテレビ両社が抗議活動等を受けたことで、後に放送倫理・番組向上機構（BPO）事案となって審理入りした。
2020年10月、2020年アメリカ合衆国大統領選挙の取材を名目に渡米し、自身のYouTubeチャンネルおよび別のインターネット動画チャンネルにリモートで出演し、現地からの報告を行った。大統領選挙終了後も米国に2021年3月までの半年間滞在し、同月日本に帰国。
2022年5月、旧統一教会系の『世界日報』の取材に応じ、自身が邦訳した黒人女性保守活動家のキャンディス・オーウェンズの『ブラックアウト』の内容をもとに、黒人は民主党によって「自虐史観を植え付けられ、福祉重視の同党に投票しなければならないというシナリオが作り上げられている」と語り、米国黒人社会のあり方についての見解を示している。

## 2020アメリカ大統領選挙

### コーネル大学図書館のアーカイブ
根拠のない不正選挙の申し立てが広まった結果、選挙への信頼が損なわれたとして、コーネル大学図書館のアーカイブサイト、arXivにて情報発信源の1つとして記録された。

## 2021年アメリカ合衆国議会議事堂襲撃事件
連邦議会議事堂襲撃事件で一部の抗議デモ参加者にANTIFAがいて襲撃を扇動していたと主張した。同様な主張がトランプ支持者らからは多数なされたが、これらはファクトチェックなどでは完全否定されている。

## 反ワクチン活動
新型コロナウイルス（COVID-19）ワクチンに対して否定的な立場をとり、「mRNAワクチン中止を求める国民連合」（以下、国民連合）の副代表として活動している。この団体は後藤均（医学博士・東北有志医師の会代表）を代表とし、村上康文（東京理科大学名誉教授）も副代表を務めている。
コロナ禍においてWHO（世界保健機関）を否定し、「パンデミック条約が日本の主権を奪い、強制ワクチン接種につながる」としてパンデミック条約反対デモを行った。

### Meiji Seikaファルマによる法的措置
2024年10月8日、Meiji Seikaファルマは次世代型mRNAワクチン「コスタイベ」に関する「体内で mRNA が増殖し続ける」「シェディング（ワクチン接種者から非接種者への感染）の懸念や可能性がある」などの主張は科学的根拠がないとして、我那覇ら国民連合と日本看護倫理学会の幹部に対し民事・刑事の両面で法的措置を検討すると発表した。なお、日本感染症学会、日本呼吸器学会、日本ワクチン協会や厚生労働省なども、これらの主張を否定している。

## 著書

### 単著
- 『日本を守る沖縄の戦い ―日本のジャンヌダルクかく語りき―』アイバス出版、2016年。ISBN 978-4-861-13616-0。

### 共著
- ジェイソン・モーガン『LGBTの語られざるリアル : 日本はアメリカの悲劇に学べ!』ビジネス社、2023年12月。ISBN 9784828425757。

## 翻訳
- キャンディス・オーウェンズ『ブラックアウト アメリカ黒人による、“民主党の新たな奴隷農場"からの独立宣言』方丈社、2022年4月。ISBN 978-4908925931。
  - 原著：Candace Owens (2020-09) (英語). Blackout : how Black America can make its second escape from the democrat plantation. Threshold Editions. ISBN 978-1982133276

## 出演

### TV
- 真相深入り!虎ノ門ニュース（DHCテレビ）- 2015年10月27日、2016年4月13日、8月31日、2017年2月23日、3月22日、5月31日、6月22日（スペシャル番組出演）、7月4日、10月10日、11月28日、12月12日、2018年2月6日、2月13日、4月24日、5月22日、7月24日
- ニュースザップ（BSスカパー!）- 2016年9月29日
- ニュース女子（DHCテレビ）※VTR出演 - 2017年1月6日
- 放言BARリークス〜酒と政治とおカネと女〜（DHCテレビ）- 2017年4月15日、4月22日
- 新唐人電視台- 2020年12月24日- ジャーナリスト・我那覇真子さん「日本も米国と同じ危険にさらされている」

### Web動画配信
- 沖縄の声（日本文化チャンネル桜）沖縄支局キャスター※Web配信のみ
- 我那覇真子のおおきなわ（日本文化チャンネル桜） - 2018年1月5日 -

### ラジオ
- 安倍晋三・櫻井よしこ新春対談 強いニッポンの創り方（ニッポン放送）- 2018年1月1日※聞き手[注 6][28][29]